# Treffpunkt Central Park
Treffpunkt Central Park (Originaltitel: Cops and Robbers) ist ein US-amerikanischer Kriminalfilm von Aram Avakian aus dem Jahr 1973 mit Cliff Gorman und Joseph Bologna in den Hauptrollen. Der Romanautor Donald E. Westlake schrieb hier seinen Roman Cops and Robbers für den Film selbst zum Drehbuch um.

## Handlung
Die beiden New York City – Streifenpolizisten Tom und Joe schieben schon seit langem Frust. Das Leben in ihrer Stadt ist nicht nur kurz, gefährlich und ungerecht, sondern für ehrliche Polizisten auch viel zu teuer. Ihr mageres Gehalt reicht für ihre Familien nicht. Sie beschließen, nach anfänglichem Träumen und Spekulieren, ihre Lebensverhältnisse nachhaltig und von Grund auf zu ändern.
Schon während der Planung ihres Gangsterstücks merken die beiden, dass sie an Selbstvertrauen und Charisma gewinnen – und wie sehr das ihren Ehefrauen gefällt.
Zur Verbesserung ihrer Einkünfte wagen sie einen verwegenen Raub bei einer Wertpapier-Agentur, in vorheriger Absprache mit der Mafia, welche die Papiere gegen Bargeld übernehmen will.
Um nicht behelligt zu werden, begehen sie den Raub während der Dienstzeit in ihren Uniformen und zeitgleich mit einer Parade für heimgekehrte Astronauten auf dem Times Square, weil zu diesem Anlass das gesamte Büropersonal abgelenkt ist.
Als die Gangster-Cops bemerken, dass sie es – trotz der massiven Ablenkung durch die Parade – nicht schaffen würden, die große Papiermenge an Aktien aus den gesicherten Agenturräumen zu schmuggeln, verfallen sie auf den Trick, die Wertpapiere gar nicht zu stehlen – sondern verschwinden zu lassen: sie schreddern die Aktien im Reißwolf und lassen die Schnipsel als Konfetti auf die Parade regnen.
Die Agentur wird den Verlust an verschwundenen Papieren selbstverständlich bemerken und als gestohlen melden.
Der Mafia gegenüber können die Cops also als die erfolgreichen Aktien-Diebe auftreten.
Der dreiste Coup gelingt tatsächlich, doch plötzlich gibt es noch unvorhergesehene und nicht eingeplante Nutznießer: Angestellte der Agentur ergreifen die Gelegenheit und erleichtern ihrerseits die Versicherung – als „Trittbrettfahrer“ des Coups geben sie den Wert der angeblich gestohlenen Wertpapiere als deutlich höher an – und verbuchen den Differenzbetrag für sich.
Dadurch stärkt sich die Position der diebischen Polizisten der Mafia gegenüber noch einmal, können sie doch einen viel größeren Fang als gelungen ausgeben, als ihre eigentliche Tat hergäbe.
Bei einem Übergabe-Treffen im Central Park gelingt es den Polizisten auf Abwegen, mit der Mafia Taschen voller Zeitungspapier gegen echte Banknoten zu tauschen.
Als die Mafiosi den Betrug bemerken, kommt es zu einer rasanten Verfolgungsjagd, an deren Ende die Helden auf den Asservaten-Parkplatz des NYPD, des New York Police Department, entkommen.
Da die Hauptfiguren bei all ihren illegalen Aktivitäten, einschließlich der Kontakte mit der Mafia, durch Brillen und Theater-Schnurrbärte optisch stark verändert auftraten, besteht keine Gefahr der Identifizierung.

## Produktionsnotizen
Die Bauten stammen von Gene Rudolf, Bühnenbildner war Kenneth Fitzpatrick, die Kostüme schuf John Boyt und Irving Buchman zeichnete als Maskenbildner verantwortlich. Drehort war New York City, USA.

## Synchronisation
Die deutsche Synchronisation wurde 1973 erstellt.
| Rolle                      | Darsteller         | Synchronstimme          |
| -------------------------- | ------------------ | ----------------------- |
| Tom                        | Cliff Gorman       | Claus Jurichs           |
| Joe                        | Joseph Bologna     | Michael Chevalier       |
| Detective Joe Hardy        | Armand de la Garza | Jürgen Thormann         |
| Detective Albert Henderson | Burtt Harris       | Norbert Langer          |
| Detective Ralph Manza      | Walter Klavun      | Gerd Holtenau           |
| George                     | Dolph Sweet        | Arnold Marquis          |
| Pasquale „Patsy“ O’Neill   | John P. Ryan       | Martin Hirthe           |
| Marty                      | Joe Spinell        | Gerd Martienzen         |
| Mr. Eastpoole              | Shepperd Strudwick | Friedrich Schoenfelder  |
| Wachmann Jack              | Joseph Sullivan    | Friedrich W. Bauschulte |
| Officer Paul Jones         | Richard Ward       | Joachim Nottke          |
| Notfallsanitäter           | Arthur Pierce      | Joachim Pukaß           |

## Filmmusik
Michel Legrands Filmmusik zu Cops and Robbers erschien 2009 in einer limitierten Auflage von 1.000 Stück auf dem Label Kritzerland (KR 20013-0) mit 13 Stücken und einem 8-seitigen Begleitheft mit Erläuterungen von Bruce Kimmel.

## Kritiken
„Zwei New Yorker Polizisten träumen vom großen Geld und benutzen ihre Berufserfahrung, um mit einem Bankeinbruch den Coup ihres Lebens zu starten. Thriller mit komödiantischen Schnörkeln. Zwar sorgfältig und mit Gefühl für Milieustimmungen inszeniert, gelingt es dem Film letztlich nicht, Krimiunterhaltung und Systemkritik formal sinnvoll miteinander zu verknüpfen.“